# Radka Toneff

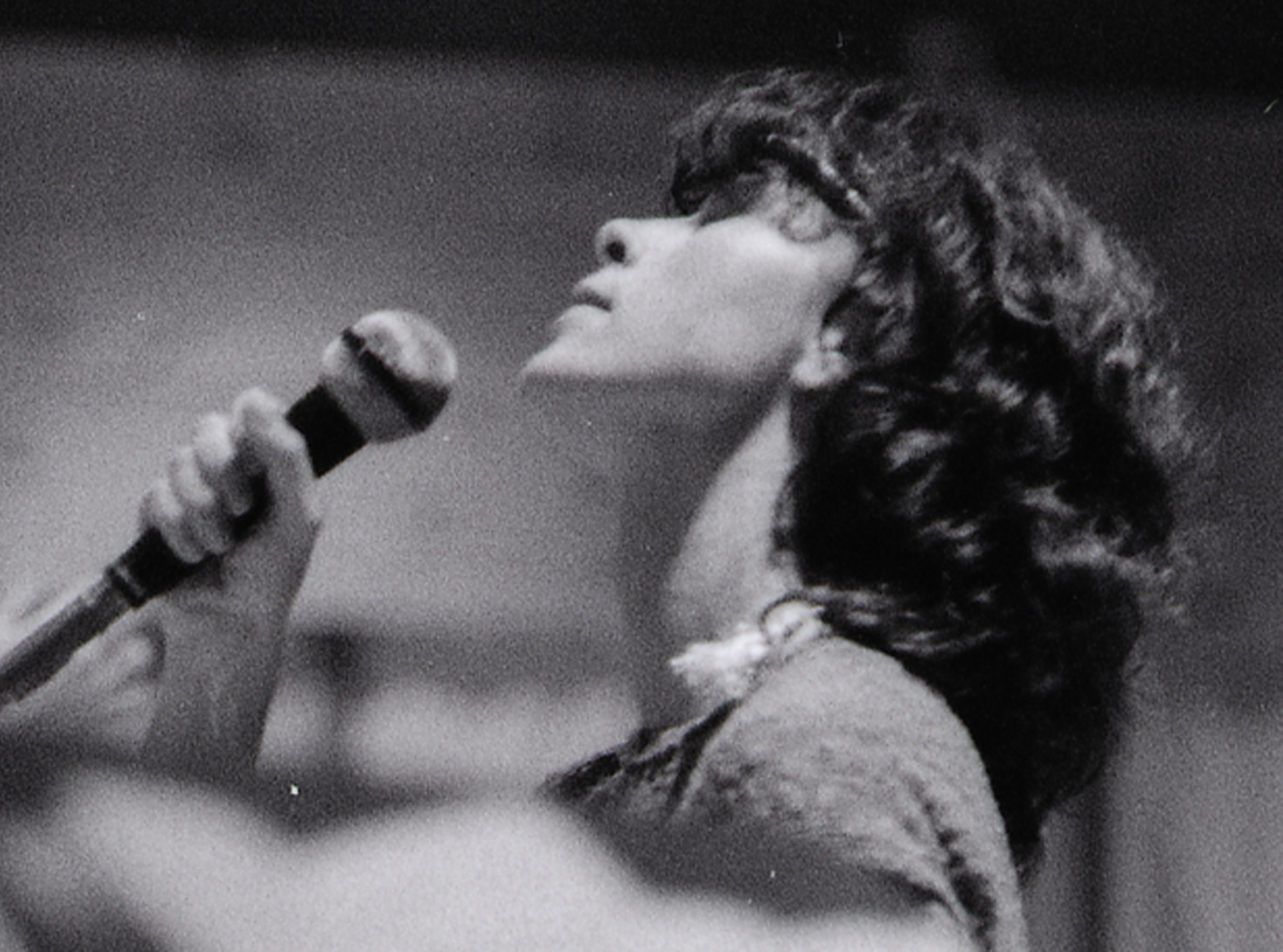
Radka Toneff in Bergen in 1982

Ellen Radka Toneff (Oslo, 25 juni 1952 – 21 oktober 1982) was een bekende Noorse jazz-zangeres.
Toneff, de dochter van een Bulgaarse volkszanger, Toni Toneff, studeerde van 1971 tot 1975 aan het conservatorium van Oslo. Daarna had ze een groep, waarin bassist Arild Andersen, pianist Jon Balke en gitarist Jon Eberson speelden. Met deze groep maakte ze enkele platen, waarvan de eerste Winter Poem meteen haar naam vestigde. Het album kwam in de Noorse hitlijsten en leverde haar in 1977 de Spellemannprisen op. Vanaf 1979 werkte ze samen met de pianist Steve Dobrogosz, wat tot een succesvolle plaat leidde. In 1980 stond ze in de Noorse nationale finale voor het Eurovisiesongfestival met het nummer "Parken" (van Ole Paus).
In 1982 overleed Toneff, mogelijk door zelfmoord. Hierna kreeg ze in 1982 postuum de Buddy Prize van de Norwegian Jazz Association. Ook werd er een Radka Toneff Memorial Award ingesteld, bekostigd met de royalty's van haar platen met Dobrogosz.

## Discografie
- Winter Poem, Universal Distribution, 1977
- It Don't Come Easy, Universal Distribution, 1979
- Fairytales (met Dobrogosz), Odin, 1982
- Live in hamburg (Dobrogosz, Andersen en Alex Riel, 1981), Odin, 1992
- Some Time Ago (compilatie), 2003
- Butterfly, 2008